# Karel Pojezný
Karel Pojezný, né le 23 septembre 2001 en Tchéquie, est un footballeur tchèque qui évolue au poste de défenseur central au Baník Ostrava.

## Biographie

### En club
Né en Tchéquie, Karel Pojezný est formé par le Vysočina Jihlava. C'est avec ce club qu'il débute en professionnel, jouant son premier match le 4 septembre 2019, lors d'une rencontre de coupe de Tchéquie face au Sokol Hostouň. Il entre en jeu à la place de Mohamed Tijani lors de cette rencontre remportée par son équipe (1-6 score final).
Pojezný inscrit son premier but en professionnel le 1er octobre 2021, lors d'une rencontre de championnat face au FC MAS Táborsko. Titulaire, il participe à la victoire des siens (3-1 score final).
En janvier 2022, Karel Pojezný s'engage en faveur du FC Baník Ostrava. Il est toutefois prêté jusqu'à la fin de la saison au FK Pardubice.
Lors de l'été 2022, de retour de prêt, Pojezný fait la préparation d'avant-saison avec le Baník Ostrava et alors qu'un retour au FK Pardubice est envisagé, l'entraîneur Pavel Vrba l'intègre à son groupe pour la saison à venir. Pojezný joue ainsi son premier match pour le Baník Ostrava le 6 août 2022, face au Bohemians 1905 en championnat. Il entre en jeu à la place de Daniel Tetour (en) et les deux équipes se neutralisent (3-3 score final).

### En sélection
Karel Pojezný représente l'équipe de Tchéquie des moins de 20 ans, avec laquelle il fait un total de cinq apparitions, toutes en 2021.
Karel Pojezný joue son premier match avec l'équipe de Tchéquie espoirs le 13 juin 2022 contre Andorre. Il est titularisé et son équipe l'emporte par sept buts à zéro.
Pojezný est retenu par le sélectionneur Jan Suchopárek pour participer au championnat d'Europe espoirs en 2023.